# Elliot Galvin

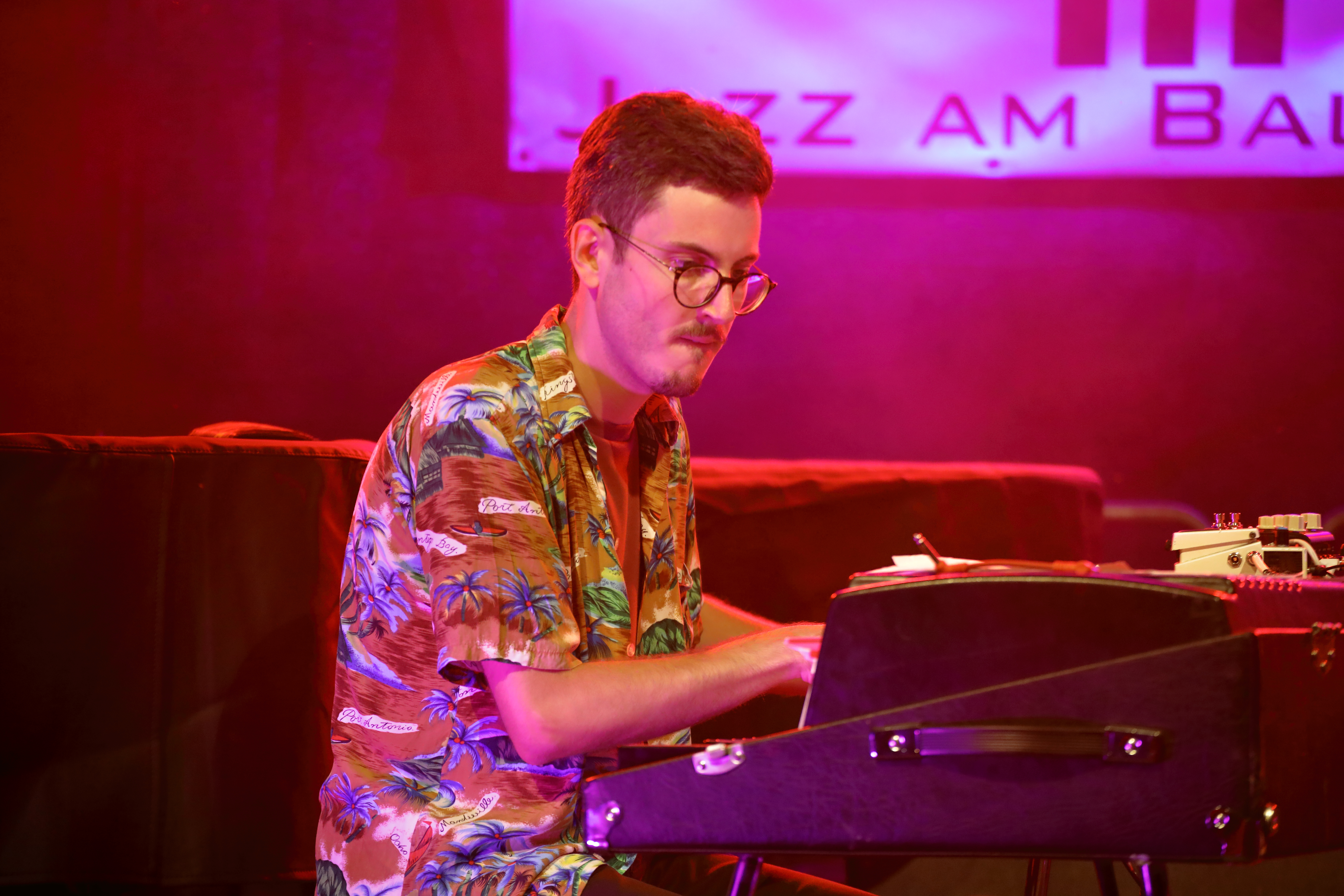
Elliot Galvin mit JZ Replacement auf dem INNtöne Jazzfestival 2020

Elliot Galvin (* 1991 in London) ist ein britischer Jazzmusiker (Klavier, Synthesizer, Kalimba, mikrotonale Melodika, Akkordeon, Stylophon, Komposition).

## Leben und Wirken
Galvin, der bereits als Kleinkind mit seiner Mutter Musik von Karlheinz Stockhausen, Joni Mitchell und Wayne Shorter hörte, improvisierte mit sechs Jahren auf dem Klavier eines Nachbarn, bevor er Unterricht erhielt. Er studierte am Londoner Trinity College of Music bei Liam Noble; dann absolvierte er ein Masterstudium in Komposition. Im Elliot Galvin Trio spielt der Multiinstrumentalist mit dem Bassisten Tom McCredie und dem Schlagzeuger Simon Roth. Daneben wirkte er in dem von ihm mitgegründeten Chaos Collective und in Laura Jurds Jazzquartett  Dinosaur. Im Duo Ex Nihilo arbeitet er mit Saxophonist Binker Golding (gleichnamiges Album 2019). Weiterhin ist er auf Alben von Laura Jurd und Mark Sanders zu hören. Er hat Auftragskompositionen, beispielsweise für die London Sinfonietta, geschrieben, mit der er 2021 sein Werk Beginning of the Sharpness beim London Jazz Festival aufführte.
Aufgrund einer pianistischen und kompositorischen Intelligenz, einer das Surreale tangierenden Kreativität, Spielwitz, politischen Bewusstseins und eines zugleich respektvollen als auch respektlosen Umgangs mit der Tradition wurde Galvin von der Kritik mehrfach mit Django Bates verglichen.

## Preise und Auszeichnungen
Mit dem Elliot Galvin Trio gewann er 2014 den European Young Jazz Artist of the Year Award. 2015 war das Trio für den Parliamentary Jazz Award als Newcomer nominiert. Das Dinosaur-Album Together, As One wurde 2017 für den Mercury Music Prize nominiert.

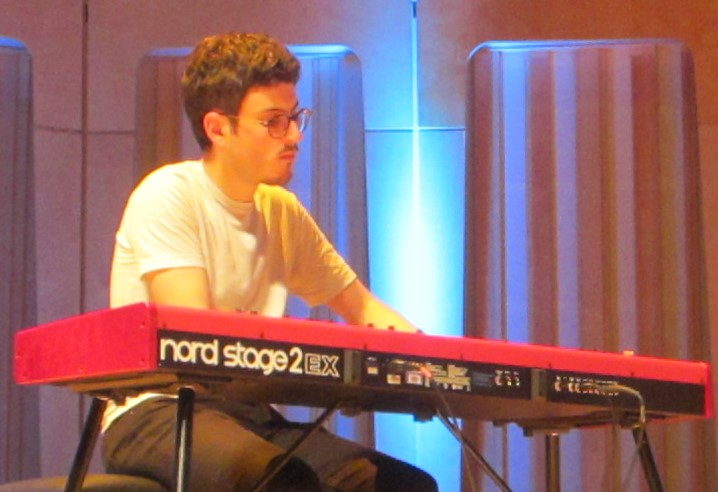
Elliot Galvin 2016

## Diskographische Hinweise
- Dreamland (Chaos Collective, 2013)
- The Elliot Galvin Trio Punch (Edition Records, 2016)
- Dinosaur Together, As One (Edition Records, 2016)
- The Influencing Machine (Edition Records, 2018)[4]
- Modern Times (Edition Records, 2019)
- Live in Paris at Fondation Louis Vuitton (Edition Records, 2020; solo)